# Övre Lisnen
Övre Lisnen är en sjö i Gamleby socken i Västerviks kommun. Sundet mellan den västra delen 42,4 m ö.h. och östra delen 43,2 m ö.h har vuxit igen och SMHI rapporterar sjön som två sjöar, Övre Lisnen 641825-153020,  (46,9 ha) och Övre Lisnen 641843-153048, (24,9 ha).